# Плотность звуковой энергии
Пло́тность звуково́й эне́ргии — скалярная физическая величина, равная отношению звуковой энергии dW, содержащейся в малом элементе среды, к объёму dV этого элемента:
{\displaystyle w={dW \over dV}.}
Единица измерения в Международной системе единиц (СИ) — джоуль на кубический метр (Дж/м3), в системе СГС — эрг на кубический сантиметр (эрг/см3).

## Свойства
При распространении звуковых волн в какой-либо среде (твёрдой, жидкой или газообразной) частицы среды смещаются от равновесных положений, приобретая дополнительную скорость, а сама среда деформируется, и в ней возникают упругие напряжения (в жидких и газообразных средах — колебания давления). Таким образом, в среде с распространяющимися в ней звуковыми волнами возрастает кинетическая энергия частиц и возникает потенциальная энергия деформации среды. Объёмная плотность такой добавочной энергии — добавочная энергия единицы объёма среды — и представляет собой плотность звуковой энергии.
В соответствии со сказанным выражение для плотности звуковой энергии можно записать в виде
{\displaystyle w={\frac {\rho v^{2}}{2}}+{\frac {\beta p^{2}}{2}},}
где {\displaystyle \rho } — плотность среды, {\displaystyle v} — колебательная скорость частиц, {\displaystyle \beta } — коэффициент сжимаемости среды, а {\displaystyle p} — звуковое давление. При этом первое слагаемое имеет смысл плотности кинетической энергии, а второе — плотности потенциальной энергии.
У плоской бегущей волны плотность кинетической энергии равна плотности потенциальной энергии, то есть
{\displaystyle w=\rho v^{2}=\beta p^{2}.}
Для произвольной волны такое же по форме выражение справедливо лишь для среднего по времени значения плотности полной звуковой энергии.
В частном случае гармонической плоской бегущей звуковой волны средняя по времени плотность энергии волны {\displaystyle {\bar {w}}} описывается выражением
{\displaystyle {\bar {w}}={\frac {1}{2}}\rho v_{0}^{2}+{\frac {1}{2}}\beta p_{0}^{2},}
где {\displaystyle v_{0}} — амплитуда колебательной скорости, а {\displaystyle p_{0}} — амплитуда звукового давления.
Если в среде распространяются несколько гармонических волн различных частот, то средняя по времени плотность энергии результирующей волны равна сумме средних по времени плотностей энергии каждой из составляющих гармонических волн. В то же время для гармонических волн одинаковой частоты данное утверждение не справедливо (плотности энергии не аддитивны). Так, при сложении двух одинаковых волн амплитуды во всех точках среды удваиваются, а плотность звуковой энергии возрастает в четыре раза.

## Характерные значения
Значения, плотности звуковой энергии, встречающиеся в обыденной жизни, относительно невелики. Так, плотность энергии звука, произносимого человеком, на расстоянии 1 м от говорящего составляет приблизительно 1,4·10−9 Дж/м3. Звучанию фортиссимо оркестра в зале соответствует плотность энергии в диапазоне 10−6—10−5 Дж/м3.
В жидкостях значения плотности звуковой энергии ещё меньше. Например, при одинаковых звуковых давлениях плотность энергии в воде меньше, чем в воздухе в 1,4·104 раз. Данное обстоятельство обусловлено различием сжимаемостей воды и воздуха.